# Lockheed L-188 Electra

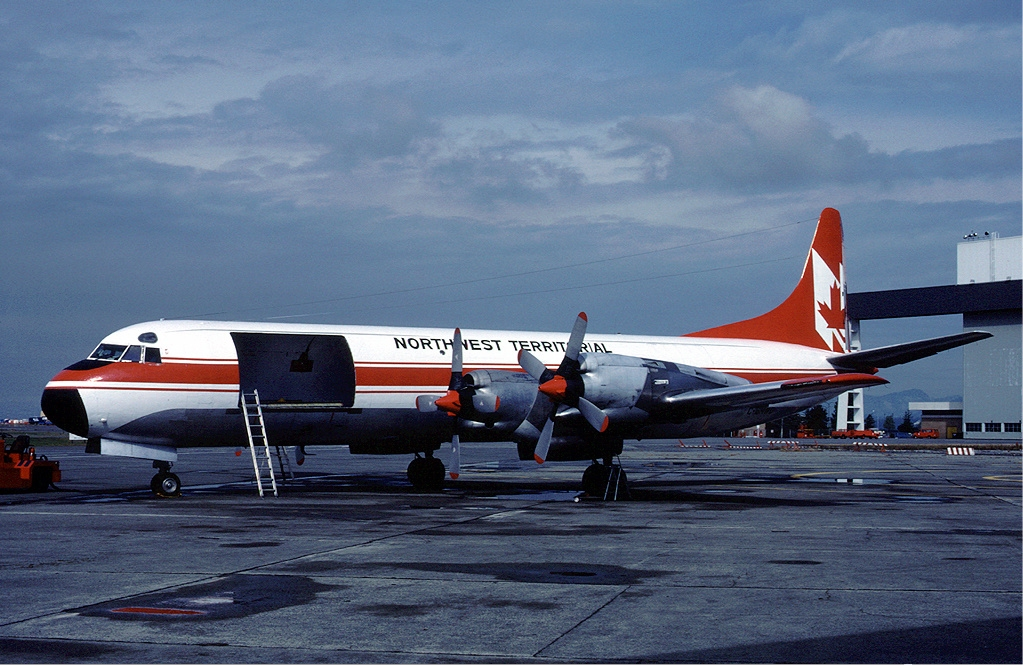
Un Electra della Northwest Territorial Airways all'aeroporto di Vancouver nell'agosto 1983.

Il Lockheed L-188 Electra è un quadrimotore di linea turboelica ad ala bassa prodotto dall'azienda statunitense Lockheed Corporation tra la fine degli anni cinquanta ed i sessanta.
Portato in volo per la prima volta nel 1957, fu il primo aereo turboelica mai prodotto negli Stati Uniti garantendo, a quel tempo, prestazioni solo di poco inferiori agli aerei a getto mantenendo però un costo operativo inferiore. Attualmente è ancora operativo nelle sue conversioni da trasporto.

## Storia del progetto

### Sviluppo
All'inizio degli anni cinquanta la compagnia aerea American Airlines emise una specifica per la fornitura di un nuovo velivolo di grandi dimensioni da destinare alle rotte nazionali a medio e corto raggio. La Lockheed iniziò il progetto L-188 proponendolo al committente nel 1954 ed in seguito venne sviluppato sulle richieste della compagnia aerea statunitense. L'ufficio di progettazione aziendale decise di disegnare un velivolo dalla cellula tradizionale, un monoplano ad ala bassa con carrello triciclo retraibile ed impennaggio classico monoderiva, ma adottando, prima azienda statunitense a farlo per velivoli di grandi dimensioni, una motorizzazione basata su quattro turboelica Allison 501-D che garantivano una migliore gestione economica complessiva. L'allestimento standard prevedeva tra i 66 e gli 88 passeggeri, mentre era prevista una opzione ad alta densità per 98 passeggeri.
Nel 1955, mentre era ancora in fase di sviluppo, venne raggiunto un accordo di fornitura per 35 esemplari destinati all'American Airlines e 40 alla Eastern Air Lines. ma per il volo inaugurale si dovette attendere altri due anni quando il prototipo venne portato in volo per la prima volta il 6 dicembre 1957.
Le consegne iniziarono nel dicembre 1958 quando il primo esemplare venne consegnato all'American Airlines, la compagnia che era destinata ad inaugurare per prima i voli commerciali del nuovo modello ma, a causa di uno sciopero, questo venne impedito a favore della concorrente Eastern Airlines. Le caratteristiche del modello, attirarono rapidamente l'attenzione del mercato internazionale del trasporto aereo e la Lockheed ricevette numerosi ordini da operatori statunitensi ed asiatici, più l'unico europeo proveniente dalla olandese KLM.

### Produzione
La prima versione ad essere prodotta fu la L-188A; in seguito nacque il modello a lungo raggio, denominato L-188C. In totale, furono costruiti 170 esemplari, ma la produzione cessò prima del previsto per una diminuita fiducia nel modello, a causa di due incidenti gravi.
I due incidenti furono causati da debolezze strutturali nel montaggio dei motori, amplificate poi dalle vibrazioni delle ali e che causarono il distacco delle stesse dalla cellula. Il problema fu risolto ma ormai la reputazione dell'Electra era compromessa e le compagnie aeree decisero di rivolgersi al mercato dei modelli equipaggiato con motori turbogetto. Venne stimato che la Lockheed perse 57 milioni di dollari, più altri 55 in cause legali.
La maggior parte degli aerei attualmente in servizio sono usati come cargo.
Nel 1957 il progetto conobbe un ulteriore sviluppo quando la United States Navy chiese un nuovo modello di aereo da usare in missioni di pattugliamento avanzato. La Lochkeed propose il P-3 Orion, sviluppato a partire dall'Electra.
La produzione terminò dopo quattro anni, nel 1961.

## Impiego operativo

### Civile

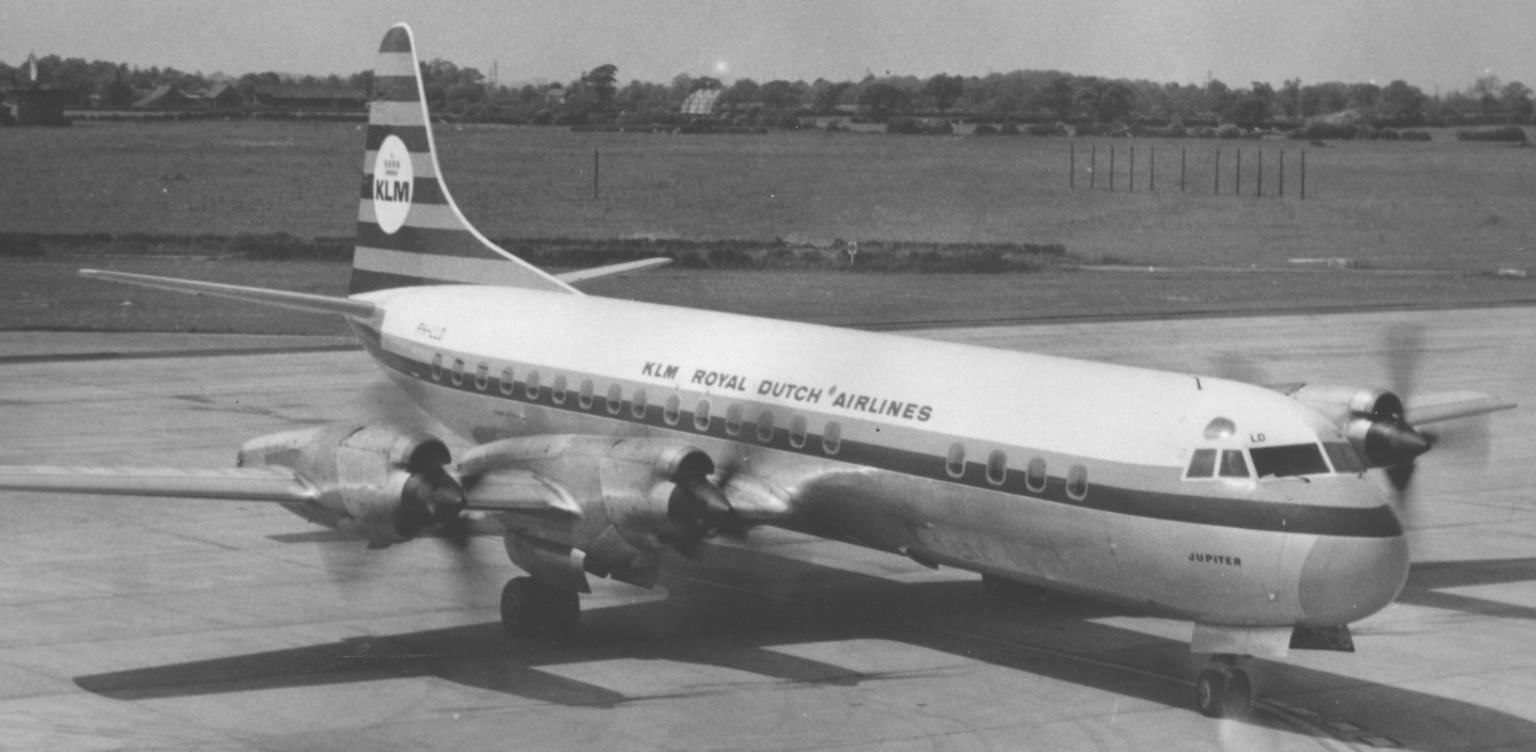
Un L-188 Electra in livrea dell'olandese KLM.

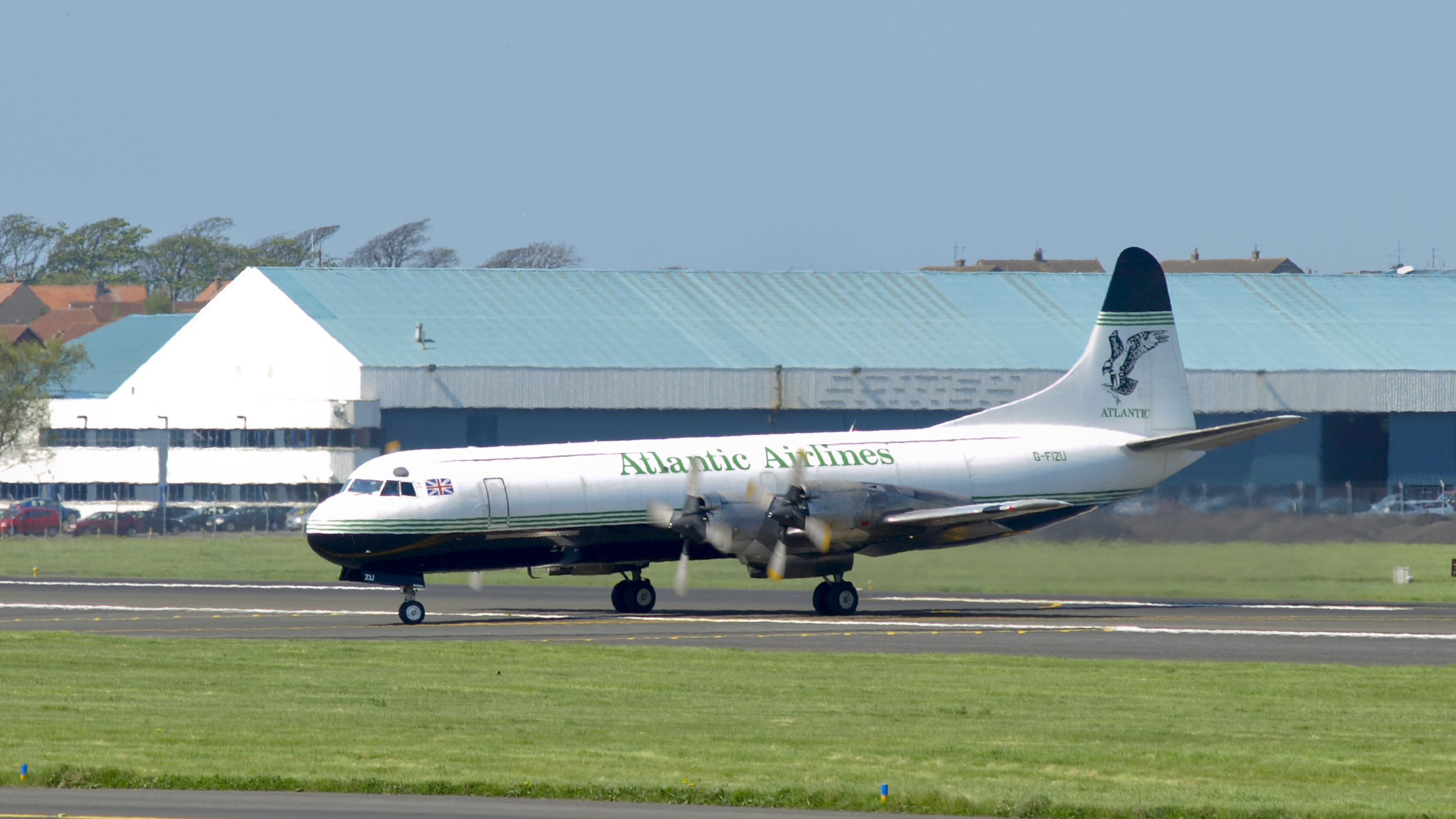
Un L-188C Electra, variante a lungo raggio, in livrea della compagnia britannica Atlantic Airlines.

La compagnia aerea American Airlines è stata la prima acquirente, seguita dalla Eastern Airlines e dalla Braniff International Airways. Numerose compagnie statunitensi hanno utilizzato gli Electra, mentre in Europa l'unico operatore è stato KLM. Nel sud Pacifico è stato adottato dalle compagnie TEAL e Air New Zealand.
In Australia, Trans Australia Airlines e Ansett lo usavano nelle rotte tra Melbourne, Sydney, Brisbane e Port Moresby nel periodo tra il 1959 e il 1971. Negli stessi anni, Qantas usava quattro Electra in Tasmania, marche VH-ECA, B, C e D.
Gli Electra hanno volato lungo linee commerciali fino alla metà degli anni settanta. In seguito, alcune unità sono state vendute a Varig, operatore brasiliano, che li ha usati sulla rotta Rio de Janeiro - San Paolo fino al 1992, senza incidenti.
Molti esemplari sono stati convertiti come cargo continuando ad essere utilizzati per il trasporto merci.

### Militare
Nel 1983 la Aviación Naval argentina, dopo il ritiro dell'ultimo SP-2H Neptune, ha convertito alcuni Electra per pattugliare le coste marittime. Sono stati sostituiti solo nel 1994 con i P-3 Orion. Un Electra, denominato L-188W Electron per la guerra elettronica, è conservato al Museo de la Aviación Naval (MUAN), a Bahía Blanca.
La giunta militare argentina utilizzò un Electra L-188A-08-10, denominato Rio Grande, immatricolato 5-T-3, come strumento per eliminare gli oppositori con i cosiddetti "voli della morte", gettando le persone in mare o nel Río de la Plata dal portellone laterale mentre era in volo.

### Incidenti
Ben 57 esemplari dell'Electra sono andati distrutti in incidenti, l'ultimo dei quali risale a luglio 2003.

## Varianti
L-188A
prima versione prodotta.
L-188AF
versione cargo del L-188A.
L-188C
versione a lungo raggio, più pesante e con una maggiore capacità dei serbatoi di carburante.
L-188CF
versione cargo del L-188C.
YP-3A Orion
un esemplare con la fusoliera più corta di circa 2 metri, usato per fare test aerodinamici del P-3 Orion.

## Utilizzatori

### Civili
Australia
- Ansett Airlines
- Qantas
- Trans Australia Airlines

 Austria
- Amerer Air

 Brasile
- Varig

 Canada
- Air Spray (lotta aerea antincendio)
- Buffalo Airways
- Northwest Territorial Airways

 Colombia
 Rep. del Congo
- Trans Service Airlift

 Costa Rica
 Ecuador
 El Salvador
- TACA International Airlines

 Francia
 Guyana
 Honduras
- Sahsa

 Hong Kong
- Cathay Pacific Airways

 Islanda
- Loftlei∂ir Icelandic Airlines

 India
 Indonesia
- Garuda Indonesia Airlines
- Mandala Airlines

 Laos
- Royal Air Lao

 Messico
 Paesi Bassi
- KLM

 Norvegia
- Fred. Olsens Flyselskap

 Nuova Zelanda
- TEAL
- Air New Zealand

 Panama
 Paraguay
- Líneas Aéreas Paraguayas (LAP) - 1 L-188A & 2 L-188C

 Perù
- Líneas Aéreas Nacionales SA

 Filippine
 São Tomé e Príncipe
 Svezia
- Falconair

 Taiwan
- Winner Airways (B-3057, cn 1018. Borrowed from Eastern Air Lines for only 2 months in 1970)

 Regno Unito
- Air Bridge Carriers
- Atlantic Airlines
- Channel Express

 Stati Uniti
- Air California
- Air Florida
- Air Holiday
- American Airlines
- Braniff Airways
- Eastern Air Lines
- Evergreen International Airlines
- Fairbanks Air Service
- Great Northern Airlines
- Hawaiian Airlines
- Intermountain Aviation
- Johnson International Airlines
- McCulloch International Airlines
- National Airlines (NA)
- Northwest Orient
- Overseas National Airways
- Pacific Southwest Airlines
- Reeve Aleutian Airways
- Southeast Airlines
- TPI International Airways
- Western Air Lines
- Zantop International Airlines

 Zaire
- Karibu Airways
- Trans Service Airlift

### Governativi
Stati Uniti
- Federal Aviation Administration (FAA)
- NASA

### Militari
Argentina
- Aviación Naval

 Bolivia
- Fuerza Aérea de Bolivia

 Ecuador
- TAME

 Honduras
- Fuerza Aérea Hondureña

 Messico
- Fuerza Aérea Mexicana

 Panama
- Servicio Nacional Aeronaval